# San Lorenzo Nuovo
San Lorenzo Nuovo är en ort och kommun i provinsen Viterbo i regionen Lazio i Italien. Kommunen hade 2 107 invånare (2018).